# 大戦における戦車
『大戦における戦車』(Tanks in the Great War: 1914-1918) とは1920年にイギリスの軍人ジョン・フレデリック・チャールズ・フラーにより発表された機甲戦の研究である。
フラーはイギリス陸軍の将校として第一次世界大戦で長期間にわたる陣地戦闘の実態を観察し、1916年に極秘の実験戦車部隊に配属されたことから機甲戦の関心を深めた。戦車によって陣地を突破する戦術的な可能性を見出してからは戦車の運用についての原則を明らかにするための研究に取り組んでおり、1917年のカンブレーの戦いで戦車を主体とした攻勢作戦を立案した。この機甲戦の原則の研究は後に戦争の不変的な原則を探求する研究へと繋がっており、本書は戦車戦術の古典的な著作としてだけでなくフラーの軍事思想の出発点ともなった著作である。
本書の構成は以下の章から成る：
1. 戦車の起源
2. 陸上艦の発明
3. 戦車の機械的特性
4. マーク1戦車とその戦術
5. ソンムとアンクレの戦闘
6. 戦車隊組織の発展
7. 戦車の団体精神
8. 戦車戦術
9. アラスの戦闘
10. 戦車戦闘の記録
11. 第2次ガザの戦闘
12. 参謀作業と戦闘準備
13. ミシネスの戦闘
14. 戦術的評価
15. 第3次イーペルの戦闘
16. 戦車機械工学
17. 第3次ガザの戦闘
18. カンブレーの戦闘の起源
19. カンブレーの戦闘
20. 戦車に対する歩兵の評価
21. 戦車隊訓練センター
22. 戦車補給中隊
23. 第2次ソンムの戦闘
24. 戦車の信号組織
25. フランス軍戦車隊
26. 大攻勢の準備
27. ハルヴィエルとモリエールの戦闘
28. ドイツ軍の戦車作戦
29. アミアンの戦闘
30. ホイペット戦車の戦闘
31. ドイツのイギリス軍戦車の評価
32. 航空機の戦車との連携作戦
33. バパームの戦闘と第2次アラスの戦闘
34. ドイツの対戦車戦術
35. エペフィとキャンブライの戦闘
36. アメリカ軍の戦車隊
37. シェレとマーベーグの戦闘
38. 第17戦車装甲車両大隊
39. 戦車が達成したことの回顧
40. 戦車が何をするかの予測

フラーは戦車についての戦術的価値を検討するため、戦史における騎兵の役割と重ね合わせている。そして戦車に高度な機動力に基づいて敵に打撃を加える機能を見出している。その特性をフラーは「安全を伴った浸透 (penetration with security)」と要約しており、歩兵の突撃では実現不可能な戦局の硬直を打破できると考えている。戦車は単独で運用するのではなく、最低限でも2両を部隊とした上で、敵の横陣を突破する際には陣地に垂直に突入してから陣地に平行するように方向転換して前進することで突破口を拡大する。このような運動を複数の攻撃地点から開始することで広範囲にわたる敵の陣地の機能を停止させ、後続する歩兵部隊の進出を可能とする。この研究によりフラーは第一次世界大戦において各地の戦場で見られた持久戦の状況を打破する戦車戦術の基礎理論を確立した。

## 文献
- John Frederick Charles Fuller, Tanks in the Great War:1914-1918, Kessinger Publishing, 1920, 2009.